# Список серий мультсериала 6teen
Мультсериал «6teen» состоит из четырёх сезонов, 91 серии и двух полнометражных лент по 45 минут. В трёх первых сезонах — по 26 серий, в последнем — 13 серий. Первая, вторая, предпоследняя и последняя серии четвёртого сезона являются «сдвоенными».
| Сезон | Сезон | Эпизоды | Год  | DVD релиз       |
| ----- | ----- | ------- | ---- | --------------- |
|       | 1     | 26      | 2004 | 22 июня 2005    |
|       | 2     | 26      | 2005 | 21 декабря 2006 |
|       | 3     | 26      | 2007 | 18 мая 2008     |
|       | 4     | 13      | 2009 | 11 февраля 2010 |

## Сезон 1
| #  | №  | Серия                                  | Оригинальное название                       | Описание серии |
| -- | -- | -------------------------------------- | ------------------------------------------- | --- |
| 1  | 1  | «Берись за работу и жми, что есть сил» | «Take this Job and Squeeze It»              | Школьные друзья решают найти подработку на лето и знакомятся с Кейтлин, у которой проблемы. Для того, чтобы их решить, Кейтлин идёт работать в «Лимон». |
| 2  | 2  | «Большой отгул»                        | «The Big Sickie»                            | Друзья решают прогулять работу, вот только Джен (которую все больше знают по фамилии — Мастерсон) решительно против этого. |
| 3  | 3  | «Уравновешенность»                     | «The Slow and Even-Tempered»                | Джуд решает помочь Мастерсон сдать на права, в то время как Ваетт пришёл в ужас от потери его «счастливой» куртки. |
| 4  | 4  | «Рождество в торговом центре»          | «Deck the Mall»                             | Приближается Рождество, которое очень не нравится Джен. Кейтлин хочет переубедить всех в том, что праздники — это здорово, а Джонси начинает работать в «Санта Виллидж».                                                                                             |
| 5  | 5  | "Вечеринка в «Лайме»                   | «A Lime to Party»                           | Джонси находит новую работу, которая составляет серьёзную конкуренцию Кейтлин. Когда ситуация доведена до предела, Джонси решает поступить так, как подобает настоящему джентльмену. Тем временем Джуд и Ники делают все возможное, чтобы пойти на концерт с Ваетом. |
| 6  | 6  | «Свидание в суши-баре»                 | «The Sushi Connection»                      | Кейтлин хочет пойти на свидание с парнем, о котором все знают, что он способен разбить сердце и запросто уйти к другой. Тем временем, Ники получает временную должность заместителя администратора, это вызывает недовольство у работников «Хаки Барна».             |
| 7  | 7  | «Магазинная кража»                     | «The Five Finger Discount»                  | В магазин, где работает Джен, завезли новую партию спортивных курток. Чтобы произвести впечатление, девушка решается на кражу из магазина. |
| 8  | 8  | «Разрыв с сыном босса»                 | «Breaking Up with the Boss' Son»            | У Джен появляется новый напарник, беда в том, что это сын босса, а значит, надо во что бы то ни стало отвадить его от себя. В этом Джен помогают её друзья. Джонси работает в магазине Дарта, знакомого Ваета.                                                       |
| 9  | 9  | «Сотрудник месяца»                     | «Employee of the Month»                     | Джонси работает «Тайным покупателем», Ники временно становится сотрудником месяца, а Джуд не понимает, кто его начальник. |
| 10 | 10 | «Идол в торговом центре»               | «Idol Time at the Mall»                     | Ваетт приглашает друзей пойти на конкурс звезд. Джуд нашёл оригинальный способ оплаты за товары, а Джонси снова работает в другом месте. |
| 11 | 11 | «Подставной приятель»                  | «The Fake Date»                             | Джен влюбилась в нового работника «Штрафной скамейки», а Джонси пишет инструкции о том, как соблазнить девушку. В то же время в торговом центре планируется вечеринка, на которую Джен идёт с Джудом, «подставным приятелем», а Ники идёт с Джонси в кино.           |
| 12 | 12 | «Девочки в бой-бенде»                  | «The Girls in the Band»                     | Джен и Кейтлин без ума от модной группы, Джонси идёт работать пандой, а Ники участвует в конкурсе на роль в клипе. |
| 13 | 13 | «Хороший парень»                       | «Mr. Nice Guy»                              | Джонси и Ваетт идут на двойное свидание, Джуд не понимает, в чём польза от женских журналов, а девушки проводят эксперимент весьма сомнительного свойства. |
| 14 | 14 | «Клонси»                               | «Clonesy»                                   | Джуд осваивает новые трюки на скейтборде, Ники предлагает Джонси новую работу, а Кейтлин стала свидетелем разговора Джуда и Джонси. |
| 15 | 15 | «Без ума от любви»                     | «Stupid Over Cupid»                         | В День Святого Валентина Джонси хочет пригласить Ники, Ваетт планирует пойти с Сиреной в суши-бар, а Ники никуда не хочет идти, потому что для неё это не праздник, а кошмар.                                                                                        |
| 16 | 16 | «Лицо Хаки»                            | «The Khaki Girl»                            | Джуд начинает встречаться с девушкой Стар, а Кейтлин объявляет войну Трише в борьбе за звание «Лицо Хаки». Джонси просит Джуда помочь ему в новой работе. |
| 17 | 17 | «Почти выпускник»                      | «The (Almost) Graduate»                     | Ваетт хочет наладить отношения с Сереной, Кейтлин идёт на собеседование в «Альбатрос и Финч», а Джонси хочет составить конкуренцию подруге. |
| 18 | 18 | «Начинайте»                            | «Bring it On»                               | Джонси приходит на работу в «Штрафную скамейку». Серена приходит в старом платке своего бывшего парня, что раздражает Ваета, а Джуд присматривает за ребёнком. |
| 19 | 19 | «Мудрец»                               | «The Swami»                                 | Кейтлин встречает нового молодого человека, Джеффа. Джуд выступает в роли прорицателя, а Ваетт попадает в непростую ситуацию. |
| 20 | 20 | «Обманутая Сессиль Б»                  | «Cecil B. Delusioned»                       | У ребят появляется видеокамера и они решают, что им снимать. Ваетт должен исправить свои оценки, в частности — физкультуру. Беда в том, что это не так-то просто. |
| 21 | 21 | «Именинник»                            | «The Birthday Boy»                          | Ваетт не хочет праздновать свой день рождения. Девушкам очень хочется ему помочь. Они решают устроить вечеринку в честь именинника. В то же время Джуд подсел на популярную компьютерную игру, а Джонси вынужден просить помощи у Ники в подготовке к экзаменам.     |
| 22 | 22 | «Входит дракон»                        | «Enter the Dragon»                          | Парни собираются на просмотр нового фильма, но беда в том, что билеты у их подруг… или это не так, и все куда проще, чем кажется? Плюс ко всему, у девушек есть веская причина не хотеть идти на кинопоказ.                                                          |
| 23 | 23 | «День знаний»                          | «One Quiet Day»                             | Идёт подготовка к сдаче экзаменов, у Джуда иное мнение по этому поводу. Джен соглашается на оригинальное пари, а друзья должны сделать так, чтобы она проиграла. |
| 24 | 24 | «И вечно Кортни, Кортни, Кортни!»      | «It’s Always Courtney, Courtney, Courtney!» | У Джен проблема: к ней приехала её старшая сестра, Кортни. Ребята помнят её ещё с детства, поэтому очень хотят увидеться с ней и повеселиться, в отличие от самой Джен.                                                                                              |
| 25 | 25 | «Роковая СМС»                          | «The One with the Text Message»             | Девушки готовятся к танцам на выпускном вечере. Ваетт решает преподнести подарок Серене, а Ники нужно не попадаться на глаза её родителям. |
| 26 | 26 | «Бу-у-у, чувак!»                       | «Boo, Dude»                                 | Хэллоуин не за горами, Джен испытывает трудности, потому что это любимый праздник её босса. Ребята должны придумать нечто жуткое для охранника торгового центра. А Кейтлин начинает встречаться с Тейлором.                                                          |

## Сезон 2
| #  | №  | Серия                        | Оригинальное название       | Описание серии |
| -- | -- | ---------------------------- | --------------------------- | --- |
| 1  | 27 | «Уход в подполье»            | «Going Underground»         | Ваетт никак не может прийти в себя, потому что Серена его бросила. В торговом центре открывается новый магазин, куда всем хочется попасть на работу. У Джуда проблемы на работе, а Кейтлин становится немного неповоротливой. В то же время магазину видеопродукции очень нужны сотрудники. |
| 2  | 28 | «Общество хохающих пфайнов»  | «Deadbeat Poets Society»    | Ваетт не может быть в одном обществе с Сереной. Джонси идёт работать фармацевтом, а Стар советует Ваетту принять участие в поэтических чтениях. В то же время Кейтлин и Джен не могут понять, в чём причина столь быстрого выхода Ваетта из депрессии? |
| 3  | 29 | «Профориентация»             | «Career Day»                | Джуд принёс результаты тестов по профориентации, но нечаянно перепутал конверты, и это привело к весьма неожиданному результату. Тем временем, менеджер «Подпольного видео» даёт указания Джуду не прикасаться к его очень редкой видеокассете… |
| 4  | 30 | «Рыбка и ссоры»              | «Fish and Make Up»          | Джуд завёл себе рыбку, тем временем, Кейтлин окончательно надоела своим друзьям постоянными рассказами о своем парне. Ники ссорится с Кейтлин, а у Джонси — новая работа. |
| 5  | 31 | «Разбудить Ваетта»           | «Awake the Wyatt Within»    | Кейтлин остаётся за главного в «Лимоне». Джонси работает официантом, Ваетт хочет решить проблемы в своих отношениях с Сереной. Друзья собираются вместе для просмотра фильма, который им посоветовал менеджер «Подпольного видео». |
| 6  | 32 | «Несчастная годовщина»       | «Unhappy Anniversary»       | Ваетт вынужден какое-то время жить у Джуда, а это значит, что настало время вечеринок с ночевкой. В то же самое время у Джонси и Ники «годовщина» — три месяца отношений. |
| 7  | 33 | «Страшные тайны»             | «Pillow Talk»               | У Джонси новая работа в Интернет. Все ребята делятся своими тайнами, что, в итоге, приводит к нежелательным последствиям, в которых виноваты Кейтлин и Дастин, новый парень Кейтлин. |
| 8  | 34 | «Рождественская лихорадка»   | «In a Retail Wonderland»    | Джонси упаковывает подарки, Джен не может даже слышать про своего босса, а Ники не хочется ехать в отпуск с родителями. |
| 9  | 35 | «Потерять лимон»             | «Loosing Your Lemon»        | Кейтлин уходит со своей работы, поскольку покрыла все долги. Но есть одна проблема, которая может поставить вопрос о возвращении Кейтлин обратно в «Лимон». |
| 10 | 36 | «Темные врата Дарта»         | «Welcome to the Darth Side» | В «Хаки Барн» приходит девушка, странно похожа на клонов. Тем временем, Джен продаёт мармелад по акции благотворительности, а Дарт утверждает, что никто не знает его самых глубинных тайн. |
| 11 | 37 | «Новичок»                    | «The New Guy»               | У начальника охраны появляется помощник. Новый охранник нравится практически всем, в то время как старый начальник так всем надоел, что друзья решили его проучить. Но когда эта затея принимает дурной оборот, ребятам нужно срочно исправить ситуацию. |
| 12 | 38 | «Вероломство»                | «Major Unfaithfulness»      | Магазин «Подпольное видео» вошёл в состав более крупного магазина видеопродукции. Это никому не нравится, в первую очередь, Джуду и Ваетту. Для того, чтобы вернуть все на свои места, на помощь ребятам приходит Джонси и его безумная идея. |
| 13 | 39 | «Новогоднее безумие»         | «Midnight Madness»          | Кейтлин не с кем идти на новогодний вечер. Остальным ребятам тоже не с кем сходить на праздник. Решение приходит само собой, но для того, чтобы сделать по-настоящему хороший праздник, нужно пригласить больше людей. Ваетт тем временем пытается разобраться в своих чувствах к Серене. |
| 14 | 40 | «В ожидании распродажи»      | «Waiting to Ex-Sale»        | Джен и Кейтлин идут на распродажу, где встречают двух симпатичных парней. Ники сдает кровь, а Джуд решает последовать её примеру. Кейтлин не с кем идти на новогодний вечер. Остальным ребятам тоже не с кем сходить на праздник. Решение приходит само собой, но для того, чтобы сделать по-настоящему хороший праздник, нужно пригласить больше людей. Ваетт тем временем пытается разобраться в своих чувствах к Серене. |
| 15 | 41 | «Хантер»                     | «The Hunted»                | Ники повстречала симпатичного молодого человека, который работает в конкурирующем магазине, но не совсем в нём уверена. Кейтлин вызывается помочь Ники, но это приводит к неожиданному повороту. Джуд и Ваетт открывают горячую линию ясновидящих, а Джонси предлагают стать фотомоделью. |
| 16 | 42 | «Свет погас»                 | «Lights Out»                | Джонси работает в магазине по продаже фонариков. Стар стала готом, это сильно впечатлило Джуда, который также решил поменять стиль. Тем временем, в супермаркете погас свет. Джуд с его новой компании оказывается в одном месте со своими старыми друзьями. Это даёт всем шанс получше узнать друг друга. |
| 17 | 43 | «Звонок из Австралии»        | «A Ding from Down Unde»     | Джуд случайно отвечает на звонок с телефона-автомата. На другом конце провода — девушка, которую бросил парень. Джуд начинает караулить звонки в надежде на то, что эта девушка позвонит ещё раз. |
| 18 | 44 | «Разрушители свадьбы»        | «The Wedding Destroyers»    | Родители Джен и Джонси наконец решили пожениться. Ребятам не очень нравится такая перспектива, поэтому они всеми силами стараются сделать так, чтобы этого не произошло. |
| 19 | 45 | «Короли галереи»             | «Lords of Mall Town»        | Кейтлин и Джен идут на двойное свидание, Джонси очень стесняется своей новой работы, а Джуд учит Ваетта кататья на скейтборде. |
| 20 | 46 | «Низвержение Джонси»         | «Jonesy’s Low Mojo»         | Ники начинает встречаться с парнем из кофейни, в то же время Джонси злится на то, что его рекорд в компьютерной игре побил кто-то другой. |
| 21 | 47 | «Надо умнеть»                | «Smarten Up»                | Кейтлин встречает двух парней из колледжа. Для того, чтобы им понравится, кейтлин готова соврать, что тоже учится в колледже. Но вот только сможет ли она оставить своё вранье в тайне? |
| 22 | 48 | «Грязная работа»             | «Dirty Work»                | Джонси начинает работать курьером по передаче сообщений, Кейтлин покупает новую косметику, а Джуд пытается отвязаться от прилипчивой девушки. |
| 23 | 49 | «Разоблачение»               | «Over Exposed»              | Джонси случайно видит Джен голой, в итоге им обоим очень неловко. Ники начинает новую жизнь на работе, а Джуд подсел на жареную картошку. |
| 24 | 50 | «Преступление на почве моды» | «A Crime of Fashion»        | Заклятая подруга Кейтлин — Триша, решила отомстить подруге, для чего подбрасывает ей товар в магазине. Кейтлин утверждает, что она не виновата, а ребята изо всех сил стараются помочь подруге. |
| 25 | 51 | «Весенний бал»               | «Spring Fling»              | Ники решает принять участие в голосовании на звание королевы весеннего бала. Джонси случайно внедряется в лагерь конкурентов, а Ваетт встречается с девушкой-психологом. |
| 26 | 52 | «Женские штучки»             | «Girly Boys»                | У Джонси срослись брови, а для того, чтобы с этим покончить, он идёт в салон красоты. Это приводит к тому, что и Джуд, и Джонси и Ваетт начинают следить за своим внешним видом, постоянно демонстрируя своим подругам, насколько они красивы. |

## Сезон 3
| #  | №  | Серия                             | Оригинальное название                | Описание серии |
| -- | -- | --------------------------------- | ------------------------------------ | --- |
| 1  | 53 | «День рождения»                   | «Sweet 6teen»                        | Кейтлин готовится к празднованию своего дня рождения. По случайности, старая подруга и заклятый враг Кейтлин — Триша, тоже готовится к празднику. Друзьям Кейтлин совсем не нравится такой союз, они решают организовать свой вариант вечеринки. |
| 2  | 54 | «Малыш, ты воняешь»               | «Baby You Stink»                     | В торговом центре установили новую фото-будку. Кейтлин сразу же решает испытать её. У Джонси появился новый одеколон, после чего у девушек возникает идея устроить необычный конкурс. |
| 3  | 55 | «Продажный торговец бургерами»    | «Selling out to the Burger Man»      | У Кейтлин появляется новый молодой человек, щедрости которого можно позавидовать. Джонси начинает заниматься неофициальным фотографированием. Тем временем, Ваетт должен написать на заказ новую песню для его работы. |
| 4  | 56 | «Дневник»                         | «The Journal»                        | На своей новой работе Джонси случайно находит дневник, как оказалось, он прекрасно знает, кто его автор. Правда, в дальнейшем об этом узнают практически все, и это приводит к неприятным последствиям. |
| 5  | 57 | «Тихо, но подленько»              | «Silent Butt Deadly»                 | Ники пытается провести свидание с Джонси, Джуд втайне встречается с девушкой, а остальные ребята решают пойти куда-нибудь поразвлечься. |
| 6  | 58 | «Новый Джонси»                    | «The New Jonesy»                     | Джен начинает встречаться с парнем, который сильно похож на Джонси. Джуд становится популярным за счёт своей новой работы, но это очень не нравится местному охраннику. |
| 7  | 59 | «Рестлмания»                      | «Wrestlemania»                       | Джен получила повышение на работе, о котором она так давно мечтала. Но первая же ошибка может выйти ей боком. Ники встречает своего бывшего парня, а Кейтлин очень хочет ей помочь в установлении контакта с «запасным вариантом». Тем временем, Джонси раскрывает в себе новый талант. |
| 8  | 60 | «Приколы»                         | «Prank’d»                            | Джен раздражается от подшучиваний Джонси и его братьев, беда в том, что это происходит каждый день. Тем временем, Кейтлин повезло — из-за ошибки, банкомат выдал ей больше, чем она предполагала. |
| 9  | 61 | «2-4-1»                           | «2-4-1»                              | Кейтлин идёт сразу на два свидания, Ваетт заполучает в помощники двух «новичков», а Джуд начинает меняться вещами через Интернет. |
| 10 | 62 | «Еще один день на работе»         | «Another Day at the Office»          | Ники уговаривают принять участие в фоторепортаже. Джонси начинает работать в банке, а Джен хочет накопить на поездку. |
| 11 | 63 | «Ой, я опять набрал номер»        | «Oops I Dialed it Again»             | Друзья Кейтлин получают новые телефоны для тестирования. Джен соглашается на проведение компьютерного опроса, Ники хочет сделать Джонси подарок, а Ваетт думает, что если его унижать, то он от этого лучше сочиняет песни. |
| 12 | 64 | «Как полицейский украл Рождество» | «How the Rent-A-Cop Stole Christmas» | Охранник недоволен тем, что в торговом центре собираются праздновать Рождество, потому что не любит этот праздник. К Ники приехала её мама, а Джонси хочет организовать вечеринку, но боится, что его второе «Я» не понравится маме Никки. |
| 13 | 65 | «Зверушка за бесценок»            | «All Pets Are Off»                   | Кейтлин стала защитницей животных, Джонси работает в отделе уценённых товаров, Джуд охотится за редкой монеткой и застревает в трубах, а Ваетт идёт в кино. |
| 14 | 66 | «Г — значит Гений»                | «J For Genius»                       | Остался ровно год до поступления в колледж. Ники хочет пойти в престижное учебное заведение, но она не уверена в том, что Джонси сможет поступить туда же. В итоге Джонси хочет доказать, что тоже сможет сдать тест. Босс Джен уезжает на отдых, вместо него приходит симпатичная девушка, с которой Джен сразу же находит общий язык. Джуд тем временем хочет посмотреть фильм, не совсем подходящий для него. |
| 15 | 67 | «Не доводите меня»                | «Bicker Me Not»                      | Когда Джонси продавал ванны, случайно довел до развода пожилую пару, Грейси и Джорджа. Джуд начал думать, что это его дедушка с бабушкой. Кейтлин узнает, кто её напарник, а Ники понимает, что зря стала помогать Грейси в смене имиджа. |
| 16 | 68 | «Любовь с жуткого взгляда»        | «Love At Worst Sight»                | Новая любовь Ваетта работает вместе с Сереной, что очень сильно напрягает Ваетта. Джонси работает в магазине оптики, что даёт ему возможность заработать, но насколько законны его способы? Тем временем, за Джен кто-то следит… |
| 17 | 69 | «Тот, у кого герпес»              | «The One with the Cold Sore»         | Кейтлин подцепила герпес, в то же время в супермаркете проходит кастинг, куда хотят попасть все. Однако, Джен получает роль второго плана, да притом, совершенно случайно. Чтобы отвлечь Кейтлин от её проблемы, Джуд решает устроить ей развлекательную программу. Друзья начинают подозревать, что Кейтлин с кем-то встречается, но все не так просто, как они предполагают.                                   |
| 18 | 70 | «Двойное свидание»                | «Double Date»                        | Джен понравился парень, который работает в магазине «Альбатрос и Финч». Беда в том, что этот парень нравится не только Кейтлин. Джуд страдает от мази для скейтборда, а это значит, что его нужно чем-нибудь отвлечь. В то же время Джонси и Ники идут на свидание, случайно участвуют в розыгрыше билетов в кино и выигрывают. Правда, победителями оказываются не только они…                                  |
| 19 | 71 | «Жертвы моды»                     | «Fashion Victims»                    | Ники разбирает привезённый товар в магазине, Джен готовится к распродаже старых вещей, Джонси нашёл вещи своего отца, в которых все считают его стильным. В итоге, это приводит Джонси к новой работе, но остальным друзьям это не нравится. |
| 20 | 72 | «Искусство любви»                 | «Insert Name Here»                   | Ваетт совершил оплошность по отношению к своей нынешней девушке и пытается загладить свою вину. Джуд хочет провести тест-драйв машины, которая установлена в торговом центре как муляж, однако, у Джонси есть другая идея. |
| 21 | 73 | «Ничего себе!»                    | «Whoa, Baby!»                        | У Кейтлин проблема — ей не нравится её грудь. В то же время, Джуд начинает собирать жестяные банки, а Джен ненавидит своих сводных братьев и не знает самого главного секрета своей мамы… |
| 22 | 74 | «Крохобор»                        | «Cheapskates»                        | Джен приглашена на свидание с новым работником «Скамьи штрафников». Кейтлин по уши влюбилась в испанца, а начальник охраны обзавелся новым устройством поимки преступников. |
| 23 | 75 | «Противоположности атакуют»       | «Opposites Attack»                   | Джонси устроился на работу в турагентство. Джен не хочет проводить инвентаризацию в одиночестве, а Ники начинает ревновать Джонси к его новой работе. |
| 24 | 76 | «Мистер и мистер идеал»           | «Mr. and Mr. Perfect»                | Джуд отдыхает в торговым центре, Джен возмущена тем, что на свадьбе сестры ей придется сидеть за детским столом. Друзья решили помочь Джен, для этого ей надо найти пару. Ваетт попадает в камеру, но его друзья так заняты, что не торопятся его спасать. |
| 25 | 77 | «От ворот поворот»                | «Date and Switch»                    | Ваетт немного устал от отношений с Марлоу. У Кейтлин самый лучший день, но и его можно испортить. Джонси не может допустить, чтобы Марлоу рассталась с Ваеттом. Но сказать необходимо, вопрос только в том, кто это сделает. |
| 26 | 78 | «Должник»                         | «Life Slaver»                        | С того момента, как Кейтлин спасла Дарта от рук хулигана, в её жизни начались проблемы: Дарт благодарен ей по гроб жизни, что практически превращает его в раба. Джуду купили новый компьютер, который он использует не по назначению. Джен преследует неудача, а Уэйн находит коробку со старыми видеозаписями.                                                                                                 |

## Сезон 4
| #  | №  | Серия                       | Оригинальное название         | Описание серии |
| -- | -- | --------------------------- | ----------------------------- | --- |
| 1  | 79 | «День родов. Часть 1»       | «Labour Day Part 1»           | У Джен рожает мать, к этому дню ребята готовились очень долго. Джонси придумывает новый способ заработка, Ваетт попадает в неприятную ситуацию. Кейтлин не может пользоваться мобильным телефоном, а сама Джен вовсю пытается успеть в больницу.                                           |
| 2  | 80 | «День родов. Часть 2»       | «Labour Day Part 2»           | Джен застряла в лифте, пока добиралась в больницу, Ники заменяет Джен на приеме родов, пока та не появится. Джонси развлекает детей в больнице, Джуд повстречал пациента, с которым никак не может найти общий язык.                                                                       |
| 3  | 81 | «Малыш и компания»          | «6 Teens and a Baby»          | Джен остаётся присматривать за малышом, но в то же время ей просто необходимо быть на работе. Джонси соглашается присмотреть за ребёнком вместо Джен, Уэйн уходит из «Подпольного видео» и начинает работать с Ваеттом в закусочной.                                                       |
| 4  | 82 | «Удар из прошлого»          | «Blast from the Past»         | Джен случайно встретила Тревиса Гибсона — школьную легенду, правда, у самой Джен другое мнение по этому поводу. Кейтлин не хочет больше общаться с парнями, Джуд заключает пари с пожилым человеком.                                                                                       |
| 5  | 83 | «С меня хватит!»            | «Quit It!»                    | Ники уходит из «Хаки Барн», Джуд хочет поиграть в новую модную видеоигру, Ваетт знакомится с девушкой, которая очень хорошо разбирается в кофе, а Джен делает все возможное, чтобы устроить Ники на новую работу.                                                                          |
| 6  | 84 | «Кайли Смайли»              | «Kylie Smilie»                | В Торговый центр на автограф-сессию приезжает популярная певица. Кейтлин повезло, её выбрали в качестве победителя. Джонси стал работать в личной охране певицы. Джуд не может нормально покататься на эскалаторе, а Джен активно готовится к автограф-сессии.                             |
| 7  | 85 | «Список»                    | «The List»                    | У Джуда выскочил прыщ, который, как ему кажется, счастливый. Джонси работает в копировальном центре. Ваетт депрессует по поводу отсутствия у него девушки, но все меняется, когда Джонси даёт ему свой «волшебный» список.                                                                 |
| 8  | 86 | «Большие ожидания»          | «Great Expectations»          | Джонси перепутал места свиданий «в аренду», таким образом у Кейтлин и Ваетта произошёл конфуз. Джен ожидает приезда её парня. Джуд знакомит друзей со своей младшей сестрой, которая знает о Джонси все.                                                                                   |
| 9  | 87 | «Прочь из этого мира»       | «Out of this World»           | У Кейтлин сломался блендер, Джен переживает из-за расставания, но пришедший специалист по ремонту заставляет обеих девушек забыть обо всем. Парни собираются идти на фантастический фильм, а Ники предлагает подругам шуточное соревнование.                                               |
| 10 | 88 | «Экспресс-свидание»         | «On your Mark, Get Set… Date» | Джонси придумывает организовать соревнование по экспресс-свиданиям. Там Кейтлин и Джен положили глаз на одного и того же парня. Или это не совсем так? Тем временем, Джуд «возвращается к истокам» свиданий, а Ваетт встресается с девушкой-барменом.                                      |
| 11 | 89 | «Смена ролей»               | «Role Reversal»               | В торговом центре пройдет мероприятие, на котором девушки приглашают парней на танцы. В «Хаки Барн» пришла новенькая, которая очень понравилась Ники. У Джен резко падает самооценка. Кейтлин пытается найти себе пару на танцы, а Джуд и Ваетт не могут понять причину их непопулярности. |
| 12 | 90 | «Пока, пока, Ники. Часть 1» | «Bye Bye Nikki Part 1»        | Родители Ники переезжают. Джен очень расстроена, как и Ваетт. Один Джонси сохраняет спокойствие. Или это не так? Тем временем, Джуд потерял ключи и вынужден ночевать в торговом центре.                                                                                                   |
| 13 | 91 | «Пока, пока, Ники. Часть 2» | «Bye Bye Nikki Part 2»        | Ники отправилась с родителями смотреть на их новое место жительства. Джонси работает в мыльном магазине. Чтобы Ники не уехала, ей надо придумать сотню причин для этого. Джуд не может спать, тем временем, у ребят возник альтернативный план.                                            |

## Специальные часовые выпуски
| # | № | Серия                  | Оригинальное название     | Описание серии |
| - | - | ---------------------- | ------------------------- | --- |
| 1 | 1 | «Жутко живые мертвецы» | «Dude of the Living Dead» | У Джен выскочил прыщ, по мнению друзей, очень большой. Джуд спит на работе и все его действия практически автоматизированные. Джонси работает в магазине одежды, остальные друзья думают, что это неприлично. Между тем вокруг происходят странные вещи: люди очень странно себя ведут, у всех необычный цвет лица и замедленные движения. У Ваетта в магазине происходит примерно то же самое. Джонси и Ваетт понимают, в чём дело, только после посещения ресторана Тако. Парни сообщают Джуду о том, что видели, между тем, прыщ Джен становится больше. Парни спешат сообщить о зомби девушкам. Ники тоже замечает, что покупатели превращаются в мертвецов, и не только покупатели. Вскоре почти все посетители торгового центра превращаются в зомби. Друзья объединяются в борьбе против нечисти. Смогут ли они противостоять силам зла? |
| 2 | 2 | «Снежная работа»       | «Snow Job»                | Город завалило снегом, никто не учится и не работает. В торговом центре царит ужас. Джен готовит школьный бал, поэтому она не в духе. У Ваетта репетиция, поэтому Джонси и Джуд думают, как бы поразвлечься. Пока многие отдыхают, Ники не может понять, зачем вообще все любят мероприятия, подобные школьному балу. Когда встает вопрос о продаже билетов, Ники берет дело в свои руки и уходит в «Хаки Барн» — работать. В то же время Ваетт пытается заговорить с новым участником группы — Марлоу. Когда он понимает, что ничего не получится, то обращается к Кейтлин за советом. Джен сидит в магазине и пытается контролировать все приготовления к празднику дистанционно. А тем временем охота Кейтлин за своим молодым человеком, а Ваетта — за Марлоу, принимает глобальный размах. Ситуацию осложняет неожиданное сообщение о том, что бал может не состояться из-за отсутствия куратора. Но это — не единственное осложнение: Ники оказывается в одной камере с Джонси. Или все не так, как кажется и все проблемы — это лишь незначительные мелочи? |